# Gilles Roussel (universitaire)
Pour les articles homonymes, voir Gilles Roussel et Roussel.
Gilles Roussel, né le 4 avril 1968 à Nancy, est un informaticien et universitaire français, président de l'université Paris-Est-Marne-la-Vallée de janvier 2012 à janvier 2019 puis de l'université Gustave Eiffel depuis janvier 2021.
Il a présidé la Conférence des présidents d'université du 16 décembre 2016 au 17 décembre 2020.

## Biographie

### Études et début de carrière
GIlles Roussel fait ses études secondaires à Limoges avant d'intégrer une classe préparatoire aux grandes écoles et d'être admis élève de l'ENS Ulm en 1988. Il en ressort diplômé en 1992. Il entame à partir de 1993, la préparation de son doctorat.
En 1994, il obtient un doctorat en informatique, préparé à l'INRIA et à l'université Paris-6.
Il intègre ensuite l'université Paris-Est-Marne-la-Vallée en tant que maître de conférence. Il est alors spécialisé dans les langages formels, les grammaires informatiques et le langage Java.
Il effectue ses travaux de recherche au sein du Laboratoire d'Informatique Gaspard-Monge UMR 8049 au sein de l'équipe Logiciels, réseaux et temps réel.
De 1996 à 1997, il est membre de la commission budget-finance de l'université.
De 2000 à 2006, il enseigne à l'École Polytechnique.
En 2004, il devient professeur des universités.
De 2004 à 2008, il est directeur du Laboratoire Gaspard-Monge.
Il devient membre du conseil scientifique de l'université en 2005, siège qu'il occupe jusqu'en 2007.

### Présidences
En 2007, il est nommé vice-président sectoriel chargé de l'enseignement et de la professionnalisation.
En juillet 2011, il quitte cette vice-présidence pour être élu vice-président du conseil d'administration, sous la présidence de Francis Godard.
Le 17 janvier 2012, il lui succède à la présidence de l'université pour un premier mandat de 4 ans sur un projet dénommé « Ensemble pour consolider et développer notre université ».
Il représente alors son université à la Conférence des présidents d'université dont il devient président de la commission formation. À ce titre, il est l'un des trois représentants de la conférence des présidents d'université au Conseil national de l'enseignement supérieur et de la recherche. Il est réélu à ce poste en 2014.
Le 25 janvier 2016, il est réélu président de l'UPEM.
En novembre 2016, il annonce sa candidature à la présidence de la CPU, pour succéder à Jean-Loup Salzmann avec qui il déclare s'entendre. Il souhaite cependant se distinguer du président sortant en termes de personnalité. Il est élu président de la conférence le 16 décembre 2016 sur un programme mettant en avant l'autonomie des universités.
Le 13 juillet 2018, il est nommé chevalier de la Légion d'honneur.
Devenu premier vice-président de l'université Gustave-Eiffel créée au 1er janvier 2020, il est nommé président de cette université le 13 janvier 2021.
Il préside le Comité éthique et scientifique de Parcoursup depuis le 11 avril 2022.

## Prises de position

### Rapprochement des établissements de la COMUE Université Paris-Est
En tant que président de l'UPEM, il s'est prononcé pour la création d'une université intégrative regroupant son université et l'université Paris-Est-Créteil, notamment à l'occasion de sa réélection à la présidence de l'UPEM.
Ce rapprochement « mal préparé » selon les termes du président de l'UPEC, est encore à l'étude au 1er janvier 2017. Gilles Roussel dit vouloir envisager toutes les possibilités, y compris la fusion des deux établissements.

### Sélection/réussite en licence
En tant que président de la commission formation et insertion professionnelle de la CPU, Gilles Roussel a eu l'occasion de se prononcer sur la sélection et la réussite en licence.
S'il s'oppose à la sélection à l'entrée de l'université, il estime nécessaire que celles-ci puissent fixer des « prérequis » à l'admission.
Il s'oppose, avec Jean-Loup Salzmann, au tirage au sort pour l'admission des bacheliers dans les filières en tension.
Il estime que la réussite en licence passe avant tout par la diversification de l'offre de formation.

### Sélection en master
Sur la question de la sélection en master, il s'inscrit dans la continuité de la présidence de Jean-Loup Salzmann et estime que certains concours de la fonction publique, dont celui d'enseignant devraient être revus en fonction des règles de sélection en master.

## Grande École du numérique
À l’occasion du comité interministériel à l’égalité et à la citoyenneté du 6 mars 2015, le Premier ministre Manuel Valls l'a chargé, avec Stéphane Distinguin et François-Xavier Marquis, d'une mission de réflexion et de préfiguration de la Grande École du numérique. Il s'agit d'une initiative pour favoriser l’insertion des jeunes en décrochage scolaire dans une filière d’avenir en permettant le développement d’apprentissages innovants aux métiers du numérique. Leur rapport a été remis au président de la République François Hollande en septembre 2015, au cours d'un hackathon de 48h qui s'est terminé à l’Élysée. 171 formations ont ensuite été labellisées.

## Publications

### Thèse
- Algorithmes de base pour la modularité et la réutilisabilité des grammaires attribuées. 1994, Université Pierre et Marie Curie[21].

### Articles et communications
- Liste de ses publications[22] sur ResearchGate

### Ouvrages
- Gilles Roussel et Etienne Duris, Java et internet : concepts et programmation, Paris, Vuibert informatique, 2000, 557 p. (ISBN 978-2-711-78654-1, BNF 37094439)
- La Grande École du numérique : Une utopie réaliste, avec S. Distinguin et F.-X. Marquis, Rapport public au Président de la République, 210 p., 2015 (en ligne sur le site de La Documentation française)